# Rich Harden
Pour les articles homonymes, voir Harden.
James Richard Harden (né le 30 novembre 1981 à Victoria, Colombie-Britannique, Canada) est un lanceur droitier de baseball évoluant en Ligues majeures avec les Twins du Minnesota.

## Carrière

### Athletics d'Oakland
Il est drafté le 5 juin 2000 par les Athletics d'Oakland. Il passe trois saisons en Ligues mineures avant d'effectuer ses débuts en Ligue majeure le 21 juillet 2003.
Le lanceur partant est dès son année recrue envoyé au monticule par les Athletics en séries éliminatoires, mais comme lanceur de relève. Il apparaît dans deux parties de la Série de divisions de 2003 opposant Oakland aux Red Sox de Boston et reçoit deux décisions : une victoire dans le premier affrontement que les A's remportent en manches supplémentaires et une défaite dans la 3e partie de la série, disputée à Boston.
Le jeune Harden enchaîne deux bonnes saisons dans la rotation de partants des A's. En 2004, il remporte 11 victoires, son sommet en carrière, contre 7 défaites. Il maintient une moyenne de points mérités de 3,99 en 189 manches et deux tiers lancées. C'est la saison où il est le plus utilisé dans le baseball majeur, tant en termes de manches au monticule que de départs (31).
En 2005, il remporte 10 victoires contre 5 défaites en 22 parties jouées et présente une très belle moyenne de 2,53 points mérités alloués par partie en 128 manches lancées.
Les années suivantes sont marquées par les blessures. En 2006, il n'amorce que 9 rencontres, remportant 4 victoires contre aucune défaite. Il est le lanceur partant des A's dans le 3e match de la Série de championnat 2006 de la Ligue américaine mais subit la défaite contre les Tigers de Detroit.
En 2007, il ne lance que 25 manches et deux tiers pour Oakland et passe la majorité de l'année sur la liste des joueurs blessés.
Harden amorce bien la saison 2008 avec 5 victoires, une seule défaite, et une belle moyenne de points mérités de 2,34 en 13 départs pour Oakland. C'est alors que les Athletics décident de l'échanger. Le 8 juillet 2008, Harden et le lanceur droitier Chad Gaudin passent aux Cubs de Chicago en retour de quatre joueurs : le lanceur droitier Sean Gallagher, les voltigeur Matt Murton et Eric Patterson, ainsi que le receveur Josh Donaldson.

### Cubs de Chicago

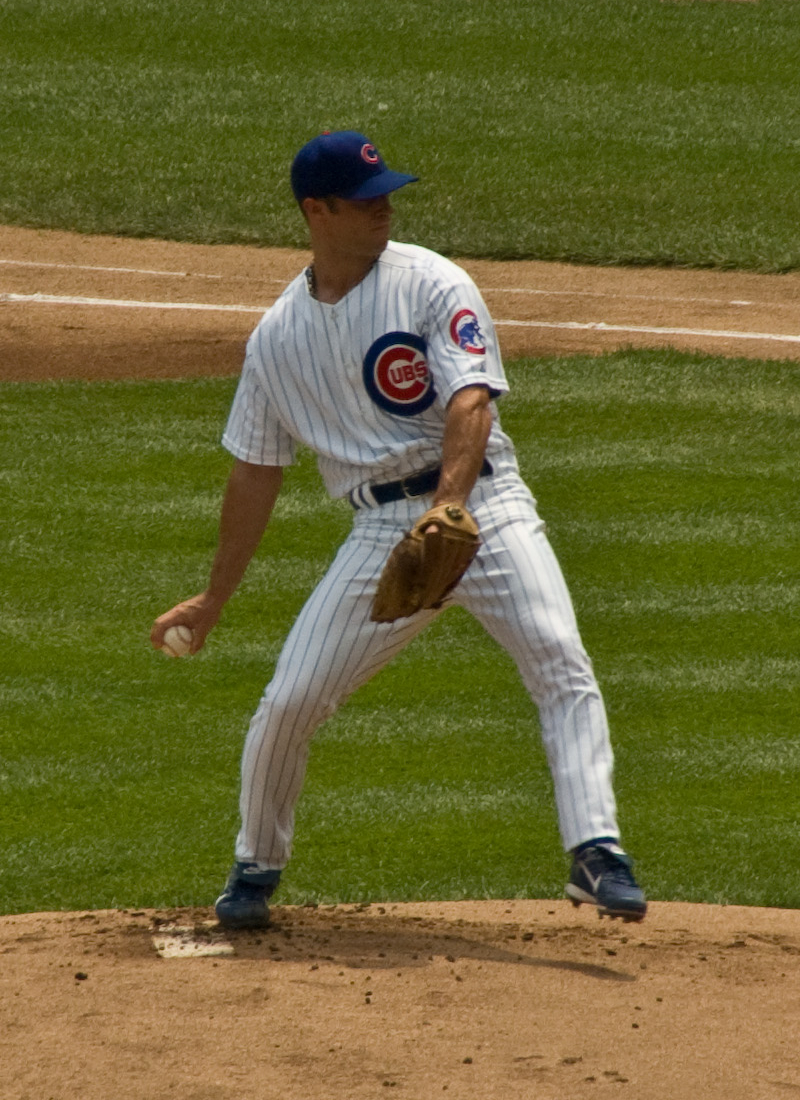
Rich Harden en 2008 avec les Cubs.

En 12 départs pour les Cubs après son transfert d'Oakland, Harden ajoute 5 victoires contre une seule défaite et présente une superbe moyenne de points mérités de 1,77. Il termine la saison 2008 avec un dossier de 10-2, une moyenne de 2,07 et son record personnel de 181 retraits sur des prises en 148 manches au monticule. Mais la saison se termine sur une mauvaise note : envoyé au monticule contre Hiroki Kuroda dans le troisième match de la Série de divisions 2008 de la Ligue nationale, il connaît un match difficile contre les Dodgers de Los Angeles, qui l'emportent sur les Cubs et les éliminent des séries d'après-saison.
Harden présente un dossier victoires-défaites de 9-9 et une moyenne de points mérités de 4,09 en 26 départs avec les Cubs de Chicago en 2009.

### Rangers du Texas
Devenu agent libre, il signe chez les Rangers du Texas le 10 décembre 2009. Après une saison chez les Rangers, il est libéré de son contrat le 8 octobre 2010.

### Retour à Oakland
En décembre 2010, il rejoint son ancien club, les Athletics d'Oakland, avec qui il signe un contrat d'un an pour 1,5 million de dollars.
En juillet 2011, les Athletics échangent Harden aux Red Sox de Boston à la date limite des transactions, mais ce transfert est annulé après que les Sox ont examiné le dossier médical du lanceur et conclu qu'il n'était pas suffisamment en forme pour pouvoir terminer la saison. Harden débute 15 parties des A's en 2011 et remporte quatre victoires contre quatre défaites avec une moyenne de points mérités élevée de 5,12 en 82 manches et deux tiers lancées.
Après une opération à l'épaule droite en janvier 2012, il rate toute la saison de baseball qui suit.

### Twins du Minnesota
Le 21 décembre 2012, Harden signe un contrat des ligues mineures avec les Twins du Minnesota, qui lui offrent la chance de gagner une place de lanceur partant pour leur saison suivante.